# Синагога в Виндхуке
Синагога в Виндхуке (англ. synagogue in Windhoek) — синагога, располагающаяся в Намибии в городе Виндхук.

## Предыстория
Евреи начали переселяться на территорию Намибии в середине XIX века. Во времена Германской Юго-Западной Африки количество евреев, проживающих в колонии, было ограничено законами Германской империи. В 1917 году в Виндхуке официально сформирована Еврейская община Виндхука и был построен еврейский квартал.
После поражения Германии в Первой мировой войне Лига Наций отдала Намибию под мандат Южно-Африканского союза. 17 декабря 1920 года Южно-Африканский союз принял управление Юго-Западной Африкой. Еврейское население Намибии начало резко возрастать, в связи с этим возникла необходимость в постройке синагоги.

## История
Первый камень синагоги был торжественно заложен главным раввином Южной Африки в 1923 году. Строительство здания синагоги закончилось в 1924 году, а официальное открытие состоялось в 1925 году. В 1965 году в Намибии (в основном в Виндхуке) насчитывалось около 500 иудеев. Но после того как 21 марта 1990 года Намибия стала независимой страной, количество белого населения резко сократилось. В данный момент на территории Намибии проживает около 100 евреев.
В 2015 году из-за сокращения количества прихожан синагоги был поднят вопрос о её закрытии и продаже земли.

## Описание
Синагога расположена в центре центрального делового района на перекрестке улицы Мандум Нддфуфайо и Почтовой дороги.
Здание синагоги синего цвета с розово-красной гофрированной металлической крышей.
В синагоге проходят сборы еврейской общины Виндхука, проводятся регулярные субботние и праздничные мероприятия. Южноафриканский еврейский совет депутатов предоставляет хаззана для проведения праздничных молитв.